# Герцино
Герцино (по топокарте Герцено) — село в Большесельском сельском поселении Большесельского района Ярославской области.

## География
Деревня расположена к югу от районного центра Большое Село, на удалении около 500 м от правого восточного берегу реки Молокша, левого притока Юхоти. Между деревней и Молокшей стоят две деревни: к западу Противье и северу Рыгайцево. Через Противье по правому берегу Молокши проходит дорога к Большому Селу. Деревни Герцино, Противье и Рыгайцево стоят на протянувшемся вдоль реки поле, окружённом лесами. К востоку от Герцино за лесом находится протяженное поле, на которой на расстоянии около 2 км стоят деревни Афанасово, Андрейцевка, Симоново и ранее находилась деревня Власьево.

## История
До переименования в честь русского революционера Герцена это село называлось «Георгиевское, что в Юхти». Каменная церковь в селе существует с 1780 года, престолов в ней было три: Казанской Божией Матери; Св. Великомученика Георгия; Великомученицы Параскевы. Это один из пятнадцати каменных храмов, что построил в XVIII веке граф Шереметев в своей ярославской вотчине. Первоначально храм был трехчастный, позже пристроена паперть, еще позже, в середине девятнадцатого века - колокольня в стиле классицизм, резко отличающаяся по архитектуре от Екатерининского барокко основной части храма. 
В конце XIX — начале XX село Георгиевское входило в состав Большесельской волости Угличского уезда Ярославской губернии. 
С 1929 года село являлось центром Герцинского сельсовета Угличского района, с 1935 года — в составе Большесельского района, с 1954 года — в составе Высоковского сельсовета, с 2005 года — в составе Большесельского сельского поселения.

## Население
| 1859 | 2007 | 2010 |
| ---- | ---- | ---- |
| 32   | ↘0   | →0   |

По данным статистического сборника «Сельские населённые пункты Ярославской области на 1 января 2007 года», в селе Герцино не числится постоянных жителей. По топокарте на 1973 год в деревне проживало 11 человек.

## Достопримечательности
В селе расположена недействующая Церковь Казанской иконы Божией Матери (1780).